# 幻影少年
『幻影少年』（げんえいしょうねん）は、万乗大智による日本の漫画。『クラブサンデー』（小学館）にて連載されていた。話数カウントは第●幻。

## あらすじ
ベーカリーカフェ『ビクトリア』の2階にあるオフィス。そこでは一組の少年少女によって「ミッドワールド」なる「心の探偵社」が開設されていた。
人の心が作り出す世界「間世界(ミッドワールド)」に入り込むことのできる少年、秋月サトワ。そしてサトワの能力を知り、彼のよき理解者として探偵社を切り盛りする少女、小川水音。
二人は「心の探偵社」ミッドワールドに訪れた人々の依頼を受け、人々の涙を拭い笑顔を守るために「間世界」と「現実世界」を駆け巡り、さまざまな問題を解決していく。

## 登場人物
秋月サトワ（あきづき サトワ）
主人公。人の心の作り出す世界『間世界（ミッドワールド）』に入り込む力を持つ。日本人の母とイギリス人の父を持つハーフで、父は彼の誕生前に、母は彼を産んだ直後死亡している。
水音とは彼女が死の危機に直面した際に出会い、自分の過去は聞かないという約束で彼女のビジネスに力を貸す。幼い頃はその能力ゆえに様々な場所で「悪魔の子」と忌み嫌われてきた。しかし先代「ミッドワールド」の探偵であるロックフォードと出会うことにより立ち直る。
間世界にいる間は黒い帽子に同色のスーツ姿（時に外套も羽織る）といういでたちを好み、ミステリアスな雰囲気をかもし出す。この姿は師であるロックフォードを真似たスタイルでもある。
小川水音（おがわ みずね）
ヒロイン。サトワの力に目をつけ、探偵社『ミッドワールド』を営む少女。肩書きは社長。
サトワと違い『間世界』に入り込む能力は持たないため、主には現実世界におけるサトワの体のモニタリング役。サトワの間世界侵入において彼が受けたダメージが現実の体に跳ね返ったとき、心停止を起こす可能性があり、その際の蘇生のためにAEDを常備している。
自称「天才ちゃん」であり、普段から「天才ちゃんの私」という自己表現が口癖となっている。機嫌を損ねた時には「こまんたれぷぅ～」と言いながらほほを膨らませる。
15歳だが学校には通っておらず、常にビジネスチャンスを模索している。学校に行かない理由を本人は「天才ちゃんの私には学校なんて時間とお金のムダ」と言っている。
以上のような性格からサトワとはビジネス上の付き合いかと思われがちだが、実はサトワに対しては並々ならぬ好意を抱いており、彼女の間世界にはサトワの表情の記憶の写真で埋め尽くされた宝箱が存在している。
ミッドワールドとしての仕事がない時には階下のカフェ「ビクトリア」にてウェイトレスをする事がある。
ロックフォード
サトワの師。故人。イギリスにて「心の探偵社」ミッドワールドを営んでいた探偵。サトワと同様に間世界に入り込む力を持ち、警察にも頼りにされていた。しかし、ある事件が元となり還らぬ人となってしまい、その名誉も地に落とされてしまっている。なお、その事件は一部の事情通においてミッドワールド事件と呼称されている。
作品世界上の「現在」においてはロックフォードの名は狂人として記憶されており、ミッドワールドの名も詐欺企業として悪い意味での高名を表裏問わぬ世界中で轟いてしまっている。そのため先述の事件とあいまって「ミッドワールド」の名は世界中の捜査機関によって警戒されている。
黒須マイ
刑事。私的な依頼を切っ掛けに、証人や容疑者へのダイブなどサトワに捜査協力を求めている。